# Postcards
Postcards is een nummer van de Britse singer-songwriter James Blunt uit 2014. Het is de derde single van zijn vierde studioalbum Moon Landing.
"Postcards" is vrolijk liefdesliedje, waarin Blunt zingt dat hij zijn vriendin kaartjes vanuit zijn hart. Het nummer flopte in het Verenigd Koninkrijk met een 90e positie, maar werd wel een hit in het Duitse taalgebied. In Nederland bereikte de plaat geen hitlijsten, terwijl in Vlaanderen de 36e positie in de Tipparade werd gehaald.

## Tracklijst
- Muziekdownload

1. "Postcards" - 4:46